# Бунвилл (Индиана)
Бунвилл (англ. Boonville) — крупнейший город и административный центр округа Уоррик в штате Индиана в Соединённых Штатах Америки.
Согласно данным переписи населения США 2020 года число жителей города 
составляло 6712 человек, что, для такого небольшого населённого пункта, существенно больше (+ 7.5%), чем было во время предыдущей переписи проводившейся в 2010 году (6246 человек).

## История
Бунвилл был основан в 1818 году и, по одной из версий, назван в честь Джесси Буна, отца Рэтлиффа Буна — губернатора Индианы, а по другой версии город назван в честь самого губернатора. Почтовое отделение работает в Бунвилле с 1820 года. Бунвилл был официально зарегистрирован в реестре штата в 1858 году.
Когда Авраам Линкольн и его семья переехали из Кентукки в Индиану в 1816 году, их поместье частично находилось в границах округа Уоррик. Будущий президент часто ходил в Бунвилл, чтобы брать книги и смотреть, как местный адвокат Джон Брэкенридж ведет дела, таким образом заслужив Бунвиллу звание «места, где Линкольн изучал основы права».
Несколько архитектурных объектов города включены в Национальный реестр исторических мест США.

## География
Согласно данным Бюро переписи населения США, общая площадь Бунвилля составляет 3,013 квадратных мили (7,80 км2), из которых 3 квадратных мили (7,77 км2 или 99,57%) — это суша и 0,013 квадратных мили (0,03 км2 или 0,43%) — водная поверхность.

## Климат
Климат в этой области характеризуется жарким влажным летом и, как правило, мягкой или прохладной зимой. Согласно системе классификации климатов Кёппена, в Бунвилле влажный субтропический климат, сокращенно обозначаемый аббревиатурой «Cfa» на климатических картах.